# Madonna col Bambino tra i santi Francesco e Giovanni Evangelista
La Madonna col Bambino tra i santi Francesco e Giovanni Evangelista è un affresco di Pietro Lorenzetti, databile al 1310-1319 circa e situato nel transetto sinistro della basilica inferiore di San Francesco ad Assisi. 

## Descrizione e stile
Sotto la grande Crocifissione l'artista raffigurò i due santi Francesco e Giovanni Evangelista accanto alla Madonna col Bambino, affacciati a una finta balaustra e a mezza figura. A differenza del trittico della Madonna col Bambino tra i santi Giovanni Battista e Francesco nella vicina cappella Orsini, qui il pittore pose le figure nello spazio libero (in questo caso uno sfondo dorato), senza ricorrere ad archi e cornici di separazione. 
Come in altre opere, le tre figure dialogano con gli sguardi e i gesti. Amato dal pittore e da suo fratello Ambrogio è il gesto di indicare col pollice, che in questo caso la Vergine rivolge a san Francesco dietro di lei, come a rispondere a una domanda del Bambino, che infatti alza la destra con un gesto di interrogazione. Francesco, con un gesto elegante, si porta la mano stigmatizzata al petto come ad accogliere quella muta chiamata. Giovanni, dall'altra parte, regge il proprio Vangelo e con la mano libera accenna un gesto d'assenso. I due santi laterali sembrano guardarsi intensamente, alludendo forse a una complicità nel riconoscere il valore delle stimmate equiparato a quello delle Scritture nella diffusione del messaggio evangelico. Un crocifisso si trova infatti proprio sotto Maria. 
Perduta è l'altra mano di Francesco, che forse rivolgeva un cenno al committente devoto, rappresentato in un riquadro appena sotto.  
I rapporti tra le due crocifissioni, grande e piccola, sono stati studiati e approfonditi: la grande scena appare come la rievocazione di un passato remoto, mentre il piccolo crocifisso riporta l'osservatore ai suoi tempi, rendendolo attuale grazie all'intermediazione di Francesco che ne rivisse il sacrificio, cercando poi di ridestarne il ricordo nei cuori dei fedeli con la sua predicazione. 

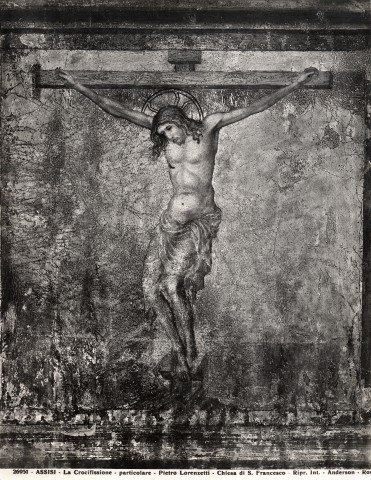
La piccola Crocifissione